# Ralf Richter
Ralf Richter, noto anche con lo pseudonimo di Ralph Richter (Essen, 17 agosto 1957), è un attore e musicista tedesco.

## Biografia
Ralf Richter è il secondo di otto figli di Otto Richter, architetto, e della moglie Hannelore, famiglia cattolica di Bochum. Il fratello più giovane Frank-Martin Strauß è artista e musicista FM Einheit.
Dopo la scuola, e dal 1973 al 1975 di apprendistato, dal 1977 frequenta due anni di Westfälische Schauspielschule Bochum. Lavora anche per l'azienda edile del padre.
Lavorerà poi per il Freien Volksbühne di Berlino, per il Deutschen Schauspielhaus di Amburgo e a Bonn. Inizierà la carriera in serie televisive con Tatort Herzjagd (1980) e Duisburg-Ruhrort (1981), e nel 1981 si trasferisce a Monaco di Baviera. Recita qui per il film di Wolfgang Petersen U-Boot 96.
È noto per i ruoli in Auf Achse, Pogo 1104, Balko, Un caso per due, Der Alte, Der Fahnder, Alarm für Cobra 11, Il commissario Heldt, Großstadtrevier e Tatort.
Ha registrato un CD musicale One Heart.
Richter è due volte padre e ha sei nipoti. Il figlio Maxwell è attore.

## Filmografia parziale

### Cinema
- 1981: U-Boot 96
- 1984: Decoder
- 1984: Out of order - Fuori servizio
- 1984: Zielscheiben (Regia: Volker Vogeler)
- 1987: Zabou
- 1988: Un angelo caduto dall'inferno
- 1991: Superstau
- 1991: Manta – Der Film
- 1991: Es wäre gut, dass ein Mensch würde umbracht für das Volk (Regia: Hugo Niebeling)
- 1992: Cosimas Lexikon
- 1994: Marianengraben (Regia: Achim Bornhak)
- 1996: Happy Weekend
- 1996: Peanuts – Die Bank zahlt alles
- 1997: Was nicht paßt, wird passend gemacht
- 1998: Der Eisbär
- 1999: Bang Boom Bang – Ein todsicheres Ding
- 2000: Fußball ist unser Leben
- 2000: Marmor, Stein & Eisen (Regia: Hansjörg Thurn)
- 2001: Westend (Regia: Markus Mischkowski, Kai Maria Steinkühler)
- 2001: Suck My Dick
- 2002: Kuscheldoktor (Regia: Anja Jacobs)
- 2002: Was nicht passt, wird passend gemacht
- 2003: Dirty Sky
- 2004: Cowgirl (Regia: Mark Schlichter)
- 2006: Goldene Zeiten
- 2007: Streets of Rio (Regia: Alexander Pickl)
- 2008: Chaostage – We Are Punks!
- 2009: Die Vorstadtkrokodile
- 2009: Kopf oder Zahl
- 2009: Village People 2 – Auf der Suche nach dem Nazigold (Regia: Armin Schnürle)
- 2013: Bob der Baggerführer (Regia: Jochen Taubert)
- 2014: Nicht mein Tag
- 2015: Halbe Brüder
- 2016: Im Winter, so schön
- 2016: Radio Heimat
- 2019: Der Rabe (Regia: Thomas Pill)
- 2019: Tal der Skorpione
- 2019: Stories of the Dead – Die Farm (Regia: Thomas Pill, Helmut Brandl)
- 2020: Enfant Terrible
- 2020: Sky Sharks
- 2024: Frisch

#### Televisione
- 1980: Tatort: Herzjagd
- 1981: Tatort: Duisburg-Ruhrort
- 1981: Tour de Ruhr (6 ep.)
- 1982: Der Alte (Fernsehserie, Folge Ich werde Dich töten)
- 1982: Tatort: Wat Recht is, mutt Recht bliewen
- 1982: Agent in eigener Sache (Smiley’s People, eine Folge)
- 1983–1990: Rote Erde (7 ep.)
- 1984: Pogo 1104 (4 ep.)
- 1985: Die Krimistunde (Die richtige Medizin)
- 1985–2009: Un caso per due (9 ep.)
- 1985–1999: Der Fahnder (4 ep.)
- 1986: Rosowski (Canale Grande)
- 1987: Verlierer
- 1987: Tatort: Eine Million Mäuse
- 1988: Tatort: Ausgeklinkt
- 1988, 1993: SOKO 5113/SOKO München (2 ep.)
- 1989: Eurocops (Zahltag bei Nacht)
- 1990: Alles im Griff (Regia: Joachim Roering)
- 1991: Tatort: Blutwurstwalzer
- 1993: Glückliche Reise – Grönland
- 1993: Bella Block: Die Kommissarin
- 1994, 1999: Die Kommissarin (2 ep.)
- 1995: Alles außer Mord: Blutiger Ernst
- 1995: Der schwarze Fluch – Tödliche Leidenschaften
- 1995: Tatort: Der König kehrt zurück
- 1996: Auf Achse (Falsche Freunde)
- 1996: Im Namen des Gesetzes (Kreuzfeuer)
- 1996: Die Katze von Kensington
- 1997: Küstenwache
- 1998–2015, 2025: Alarm für Cobra 11 (4 ep.)
- 1999: Männer aus zweiter Hand
- 2000: Geisterjäger John Sinclair, 9 Der Gerechte
- 2000: Großstadtrevier (Der Partner)
- 2002: Tatort: Filmriss
- 2003: Alarm für Cobra 11 – Einsatz für Team 2 (Verschwunden)
- 2003, 2015: SOKO Köln (2 ep.)
- 2005: Die Rosenheim-Cops (Bettgeflüster)
- 2005: Urmel aus dem Eis
- 2003–2007: Was nicht passt, wird passend gemacht (20 ep.)
- 2006, 2012: Die ProSieben-Märchenstunde (2 ep.)
- 2007: Lutter: Um jeden Preis
- 2008: Spiel mir das Lied und du bist tot!
- 2010: Zeche is nich – Sieben Blicke auf das Ruhrgebiet 2010 (The new Malocher)
- 2012: SOKO Stuttgart (Mord & Malerei)
- 2013: Turbo & Tacho
- 2013: The Devil Loves Rock 'n' Roll
- 2013–2016: Il commissario Heldt (Heldt) (3 ep.)
- 2014: Familie Dr. Kleist (Dunkle Wolken)
- 2016: Pets (The Secret Life of Pets, Synchronstimme)
- 2017–2018: Offscreen (12 ep.)
- 2019: SOKO Potsdam (Eine verhängnisvolle Affäre)
- 2024: ZDF Magazin Royale: Richter Ralf Richter (Special)
- 2024: Die Passion

## Audiolibri
- 1989: Knight Rider – "Elliott, der Schlaukopf" (Folge 5) (als Mac Gifford) – Regie: Heikedine Körting
- 1992: Werner Schmitz: Schön war die Zeit – Regie: Hein Bruchl (Kriminalhörspiel – WDR)
- 2021: Sebastian Büttner: Katsche, Kopp und Ko – Regie: Matthias Kapohl (Kriminalkomödie – WDR)
- 2021: Wimmel-Max & Wimmel-Biene. wimmelmax-verlag (Lern-Hörspiel für Kinder zum Thema Landwirtschaft)

## Video musicali
- 2011: Eko Fresh – Köln Kalk Ehrenmord
- 2013: Sinan G – Bademeister
- 2016: Betontod – Ich nehme dich mit
- 2016: Long Distance Calling – Getaway
- 2018: Owerstolz – Günther
- 2021: Sondaschule – Ich verspreche mir selbst
- 2021: Sondaschule – Home Sweet Home (Unbesiegbar Episode 5/13)